# Sophia Armitt
Sophia Armitt (1847 - 12 juin 1908) est une enseignante, écrivaine et naturaliste britannique.

## Biographie
Sophia Armitt est née à Salford en 1847, l'une des trois filles de William et Mary Ann (Whalley) Armitt. Les trois filles écrivent et elles ont toutes fréquenté la Islington House Academy, mais chacune s'est spécialisée dans un sujet différent. Armitt s'intéresse à la botanique et à l'art, tandis que sa sœur cadette Annie Maria étudie la littérature anglaise et sa plus jeune sœur Mary Louisa est une polymathe qui excelle en musique et en histoire naturelle . Les parents d'Armitt encouragent l'éducation de leurs filles et Armitt fréquente la Manchester School of Art .
Armitt et Annie vont à Paris en 1866 pour étudier le français, mais l'année suivante leur père meurt subitement et elles retournent en Grande-Bretagne . Ils créent ensuite une école à Eccles dans le Lancashire et Armitt est directrice de l'école. Les trois femmes passent leur temps libre à assister à des récitals, des expositions d'art et des conférences. Elles écrivent également, dessinent et discutent d'histoire naturelle lors de réunions. Armitt et Mary discutent tous deux de leurs ambitions avec John Ruskin, qui dit à Mary de ne faire que des choses féminines, mais encourage Armitt à étudier l'art .
En 1882, Armitt et Mary reçoivent un legs  et se retirent ensemble à Hawkshead ; plus tard, après avoir été veuve, Annie les rejoints. Elles poursuivent leurs engagements culturels en discutant avec des artistes, des écrivains et des pédagogues comme Charlotte Mason et Frances Arnold. Mason, qui dirige une école pour gouvernantes, publie la Parents Review, pour laquelle Armitt écrivit des articles ,.
Elle meurt en 1908 .